# 別府公園

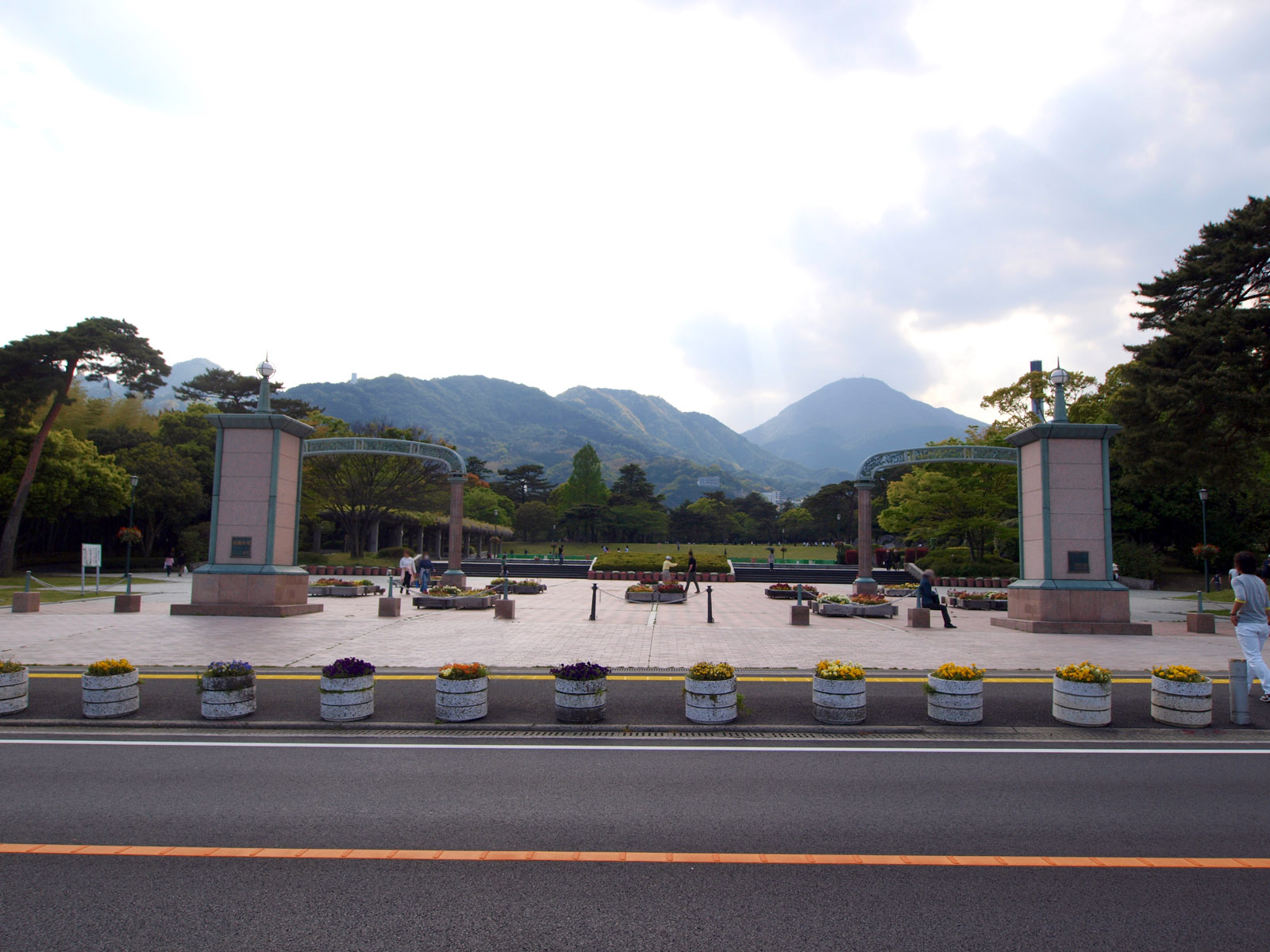
別府公園正門

別府公園（べっぷこうえん）は、大分県別府市大字野口原3018-1にある、別府市が管理する都市公園（総合公園）である。

## 概要
JR九州別府駅の西北西約700mの別府市中心部にあるほぼ正方形の広大な都市公園で、別府市民の憩いの場となっている。
公園の北側には富士見通りを挟んで別府市役所が隣接し、そのさらに北には別府市野口原総合運動場陸上競技場が位置する。正面入口のある東側には道路を挟んで駐車場が設けられており、南側には青山通り、東側には鶴高通り、北側には富士見通りが通っている。西側の一部は大分県道52号別府庄内線（昔の地獄循環道路の一部）に接し、道路を隔ててビーコンプラザが隣接する。敷地南西部には、防衛省九州防衛局別府防衛事務所が設置されている。
公園の西門付近には、別府観光の父といわれる油屋熊八の記念碑があり、毎年、碑前祭が開かれる。
公園の中央にはチッカマウガツリーと呼ばれるヒノキの高木があるが、これは、第二次世界大戦後にこの地に駐留していた米軍によって植えられたもので、日本最古のクリスマスー・ツリーともいわれる。クリスマスシーズンには電飾で飾られ、点灯式が行われる。
- 面積：27.3ha
- 駐車場：乗用車460台、バス25台

## 歴史
元は1907年（明治40年）10月に完成した公園である。現在の公園の南側一帯が、当時の別府公園であり、現在の市営テニスコートや元・青山幼稚園などに位置していた。完成直後の11月7日には皇太子時代の大正天皇が巡幸している。1928年（昭和3年）の中外産業博覧会、1937年（昭和12年）の別府国際温泉観光大博覧会は、いずれも別府公園を主会場として開催された。
しかし、第二次世界大戦後に接収されて駐留米軍のキャンプ（キャンプ・チッカマウガ。チッカマウガはチカマウガ戦争で知られるインディアンの呼称。）となり、1957年（昭和32年）に日本に返還された後も、引き続き陸上自衛隊別府駐屯地として使用された。
駐屯地の別府市大字鶴見への移転に伴い、1976年（昭和51年）に別府市へ返還。1977年（昭和52年）に昭和天皇御在位50年記念公園の指定を受け、再び別府公園として整備された。このため、第二次世界大戦前の別府公園のことを旧別府公園と呼んで区別することがある。